# John Campbell (missionnaire)
Pour les articles homonymes, voir John Campbell et Campbell.
John Campbell, né à Édimbourg en mars 1766 et mort à Kingsland (Londres) le 4 avril 1840, est un missionnaire et explorateur britannique.

## Biographie
Il étudie à la Royal High School d’Édimbourg et devient apprenti chez un orfèvre. En 1793, il fait partie des fondateurs de The Religious Tract Society ainsi qu'en 1796 du Missionary Magazine d’Édimbourg.
Son intérêt pour la philanthropie chrétienne l'amène à prêcher largement dans les villages et hameaux négligés, à promouvoir la création de nombreuses écoles du dimanche et a fonder des sociétés comme le Couvent de la Madeleine pour aider les prostituées d’Édimbourg et de Glasgow.
Son opposition à la traite des esclaves le conduit à s'impliquer dans la fondation de la Society for the Education of Africans. Avec James Alexander Haldane (en), il parvient ainsi à faire venir en Angleterre une quarantaine d'enfants africains pour les éduquer. Après le réveil protestant de Robert Haldane, Campbell devient pasteur de l'Église congrégationaliste et fonde son propre ministère à Kingsland en 1802.
John Campbell joue un rôle déterminant dans la fondation de la British and Foreign Bible Society et devient directeur de la London Missionary Society.
La London Missionary Society le charge en juin 1812 de gagner le Cap de Bonne-Espérance et d'y inspecter les stations missionnaires installées sur l'Orange chez les Griquas et les Botswanas. Abolitionniste, il part ainsi du Cap en février 1813, passe à Bethelsdorp (en) et Grahamstown puis Graaff-Reinet et Klaarwater (actuelle Griekwastad). Il descend en 1814 le fleuve, tisse des contacts avec les Batlhaping et étudie leur capitale, Dithakong (en). Il revient ensuite au Cap à la fin octobre.
Ses travaux dont Travels in South Africa, undertaken at the request of the Missionary Society, mèneront à l'installation de la mission de Kuruman.
John Campbell retourne au Cap en février 1819 en compagnie de John Philip. Ses ordres sont alors d'inspecter et d'améliorer les stations de mission qui sont tombées dans un état de délaissement. Lors de cette visite, il charge le missionnaire Robert Moffat de commencer une mission au sein de la tribu Tswana. Il s'aventure aussi une fois de plus dans l'intérieur, quitte Le Cap en janvier 1820 et voyage jusqu'au Barotseland. Il visite aussi Kurrichane, près du fleuve Limpopo dont il découvre les sources.
Il rejoint l'Angleterre en février 1821 et y publie deux autres volumes couvrant son deuxième voyage. Il a ensuite prononcé une série de conférences sur son travail de missionnaire.

## Postérité
Jules Verne le mentionne dans le premier chapitre de son roman Cinq semaines en ballon.
La ville de Campbell à l'Est de Griekwastad, a été nommée en son honneur.